# صفصاف الجداول
صفصاف الجداول (الاسم العلمي: Salix acmophylla) أو صفصاف الجدول هو نوع من أنواع أشجار الصفصاف، موطنه الأصلي هو وسط قارة آسيا والشرق الأوسط ومصر.